# Eudorylas aequus
Eudorylas aequus är en tvåvingeart som först beskrevs av Cresson 1911.  Eudorylas aequus ingår i släktet Eudorylas och familjen ögonflugor. Inga underarter finns listade i Catalogue of Life.